# Cox Reef
Koordinaten: 67° 45′ S, 69° 5′ W
Das Cox Reef ist ein Riff bestehend aus trockenfallenden Klippen nordwestlich des Box Reef vor dem südlichen Ende der westantarktischen Adelaide-Insel.
Das UK Antarctic Place-Names Committee benannte es 1963 in Verbindung mit der Benennung des benachbarten Box Reef in literarischer Anspielung auf die Farce Box and Cox des britischen Dramatikers John Maddison Morton (1811–1891) über zwei Menschen, die sich abwechselnd zwischen Tag und Nacht eine Wohnung teilen, ohne voneinander zu wissen.